# ID – Invaded
ID – Invaded (auch Id:Invaded, jap. イド：インヴェイデッド Ido: Inveideddo, stilisiert als I⊃：INVΛ⊃≡⊃) ist ein japanisches Science-Fiction- und Mystery-Franchise. Zunächst erschien 2019 ein Manga unter dem Titel ID: Invaded #Brake broken, dem 2020 und 2021 zwei Anime-Serien folgten.

## Inhalt
Detektiv Sakaido wacht an einem ihm unbekannten Ort auf und findet die Leiche eines Mädchens. Er weiß zunächst nichts über sich und die Umgebung, nur langsam erinnert er sich an seine Identität. Er befindet sich in einer Illusion, ausgelöst mit Hilfe von Partikeln an Mordopfern oder Tätern, durch die er eine Tat aufklären soll. In der realen Welt, in die es ihm gelingt zurückzukehren, ist er als Akihito Narihisago (鳴瓢 秋人) bekannt, nur in den id genannten Illusionen ist er Sakaido. Die Geschichte folgt seinen und den polizeilichen Ermittlungen mit dem Werkzeug der id. Zugleich ist Narihisago auf der Jagd nach dem Mörder seiner eigenen Tochter, wegen deren Tod sich auch seine Frau das Leben nahm.

## Veröffentlichungen

### Manga
Der Manga erschien von Oktober 2019 bis November 2020 im Magazin Young Ace. Er wurde geschrieben von Otaro Maijo und gezeichnet von Yūki Kodama. Kadokawa Shoten brachte die Kapitel auch gesammelt in drei Bänden heraus. Eine deutsche Übersetzung von Miryll Ihrens erschien von November 2021 bis März 2022 vollständig bei Tokyopop.

### Animes
Zum Franchise wurden zwei Animeserien produziert, beide beim Studio Naz und unter der Regie von Ei Aoki. 2020 zunächst eine 13-teilige Fernsehserie, deren Drehbuch von Ōtarō Maijō geschrieben wurde. Die künstlerische Leitung lag bei Masakazu Miyake und die Charakterdesigns stammen von Yūki Kodama und Atsushi Ikariya. Für den Ton war Kisuke Koizumi verantwortlich, für die Kameraführung Toshikazu Kuno. Die Serie wurde vom 5. Januar bis 22. März 2020 von den Regionalsendern Tokyo MX, BS11, TV Aichi, KBS und Sun TV ausgestrahlt. Eine deutsche Fassung wurde von Peppermint Anime auf Kaufmedien herausgebracht sowie bei Wakanim per Streaming veröffentlicht. Darüber hinaus gibt es portugiesische, spanische und englische Synchronfassungen sowie weitere Veröffentlichungen mit Untertiteln auf Streaming-Plattformen.
2021 folgte der Fernsehserie eine Webserie mit 12 Folgen, die ab dem 8. Januar 2021 veröffentlicht wurden. Bei diesen war Ei Aoki neben der Regie auch für das Drehbuch zuständig.

### Synchronisation
Die deutsche Synchronfassung entstand bei @alpha Postproduktion unter der Regie von Daniel Schlauch.
| Rolle                      | Japanische Stimme (Seiyū) | Deutsche Stimme  |
| -------------------------- | ------------------------- | ---------------- |
| Sakaido/Akihito Narihisago | Kenjiro Tsuda             | Dominik Auer     |
| Koharu Hondōmachi          | M.A.O                     | Maresa Sedlmeir  |
| Funetarō Momoki            | Yoshimasa Hosoya          | Vincent Fallow   |
| Sarina Tōgō                | Sarah Emi Bridcutt        | Angela Wiederhut |
| Masamune Habutae           | Shuuhei Iwase             | Benedikt Gutjan  |
| Shirō Kokufu               | Wataru Katō               | Felix Mayer      |
| Kazuo Wakashika            | Junya Enoki               | Johannes Wolko   |
| Sennosuke Shiratake        | Takashi Kondo             | Tobias Kern      |
| Takuhiko Hayaseura         | Manabu Muraji             | Walter von Hauff |

### Musik
Die Musik der Fernsehserie stammt von U/S, für die Webserie wurde sie von Atsushi Umebori und Slavek Kowalewski komponiert. Der Vorspann der Serie ist unterlegt mit dem Lied Mister Fixer von Sou, das Abspannlied ist Other Side von Miyavi. Während der Folgen werden weitere Lieder eingespielt:
- Butterfly von Miyavi
- Eternal Rail von Kenmochi Hidefumi
- Horizon von soundbreakers
- Memories of Love von Hiroshi Suenami & Soundbreakers
- Revenge von Kazuya Nagami
- Samurai 45 von Miyavi
- Testament von StarRo
- UP von Miyavi